# بخش خضرآباد
بخش خضرآباد یکی از بخش‌های شهرستان اشکذر در استان یزد ایران است.

## تقسیمات کشوری
- بخش خضرآباد
  - دهستان کذاب

شهرها:خضرآباد

## جمعیت
بنابر سرشماری مرکز آمار ایران، جمعیت بخش خضرآباد شهرستان اشکذر در سال ۱۳۸۵ برابر با 7538 نفر بوده است.